# Force bonté
Force-Bonté est un récit de 171 pages du vécu d'un soldat de la Grande guerre. 

## L'auteur
L'auteur, Bakary Diallo, est né à Mbala dans la région de Podor au Sénégal.

## Résumé
Le récit, qualifié de candide sur la France coloniale, est une vision dont l’écriture reviendrait à Lucie Couturier, Jean Richard Bloch ou à un employé des éditions Rieder[réf. nécessaire].
La paternité de cette œuvre « naïvement colonialiste » est mise en doute. Bakary Diallo ne savait ni lire ni écrire[réf. nécessaire].